# Vin santo

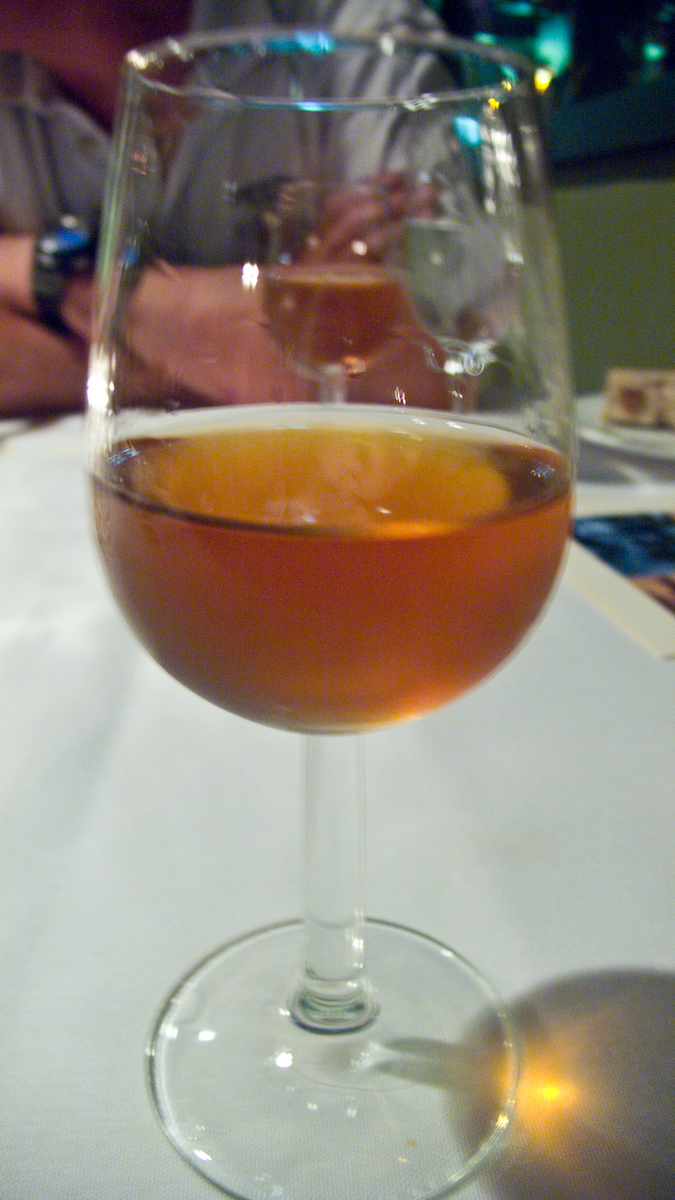
Un vaso de vin santo con su característico color ámbar.

El vin santo o vino santo es un tipo de vino de postre italiano. Tradicionales en la Toscana, estos vinos se hacen a menudo con variedades de uva blanca como la Trebbiano y la Malvasía, aunque también puede usarse Sangiovese para producir una variante rosada llamada Occhio di Pernice (‘ojo de perdiz’). Estos vinos pueden considerarse de paja (passitos) porque la mayoría de las veces se producen secando las uvas recién vendimiadas sobre esteras de paja en una zona templada y bien ventilada. Aunque técnicamente es un vino de postre, el nivel de dulzor cambia desde completamente seco (como un fino de jerez) hasta extremadamente dulce. Aunque se cree que este tipo de vino se originó en la Toscana, se encuentran ejemplos por toda Italia y es un estilo de vino autorizado para diversas Denominazione di origine controllata (DOC) e Indicazione geografica tipica (IGT).

## Origen del nombre
Aunque se han elaborado vinos a partir de pasas desde casi principio de la historia vinícola, hay muchas teorías sobre como el tipo concreto del vin santo 
llegó a estar asociado al vino de pasas en Italia. El origen más probable es el uso histórico de este vino en misas, en las que se solían preferir variedades dulces. Una de las primeras referencias a un vinsanto aparece en registros de ventas renacentistas de mercaderes de vinos florentinos, quienes comercializaron ampliamente el vino fuerte y dulce en Roma y otros lugares. El término vinsanto terminó siendo casi un genérico para este estilo de vino producido en cualquier lugar de Italia. Cuando la isla griega de Santorini pasó a estar bajo dominio otomano, los gobernantes turcos fomentaron la producción en la isla de un vino dulce de postre hecho de pasas. Durante los siglos siguientes, esta variedad pasó a ser conocida como vin santo y exportada ampliamente a Rusia, donde se convirtió en el vino principal para celebrar las misas de la Iglesia ortodoxa rusa.
Otras historias sobre el origen del nombre, probablemente apócrifas, lo atribuyen al trabajo de un monje del siglo XIV de la provincia de Siena que usaba el vino sobrante de la misa para curar las enfermedades. Las milagrosas curaciones fueron asociadas con el vino consagrado y el nombre vin santo habría nacido así. Otra historia del siglo XIV implicaba a Basilio Besarión, un patriarca de la Iglesia ortodoxa oriental. Según la leyenda, en el Concilio Ecuménico de Florencia de 1349 se sirvió un vino florentino llamado vin pretto (‘vino puro’). Tras probarlo, se dice que a Besarión le gustó y comentó que era como el Janto (Xanthos), un famoso vino de paja de Tracia (aunque algunas fuentes dicen que describió el vino como xantho, ‘amarillo’). Los florentinos creyeron que habían oído al patriarca describir el vino como santo y de esta forma empezaron a promocionar el vino como ‘sagrado’. Otra teoría para la relación del nombre expuesta a menudo es la tradición de empezar la fermentación del vino sobre el Día de Todos los Santos y embotellarlo durante la Semana de Pascua.

## Métodos de producción

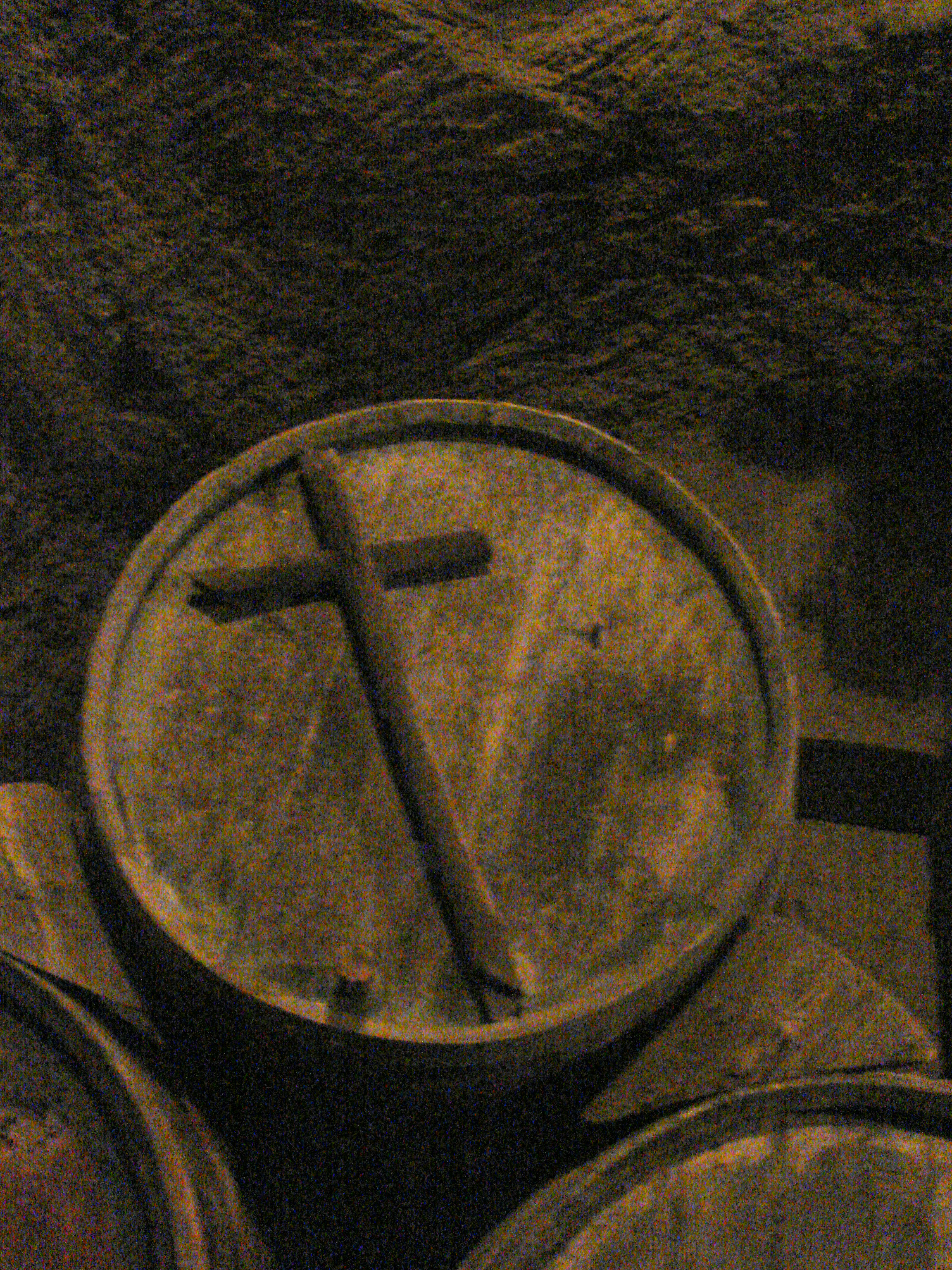
Los barriles usados para envejecer el vin santo se marcan a menudo con la cruz cristiana.

Tras vendimiar las uvas destinadas al vin santo en septiembre u octubre, se ponen sobre esteras de paja, a menudo bajo vigas o escaleras, en habitaciones templadas y bien ventiladas que permitan la evaporación de la humedad. Este proceso de desecación permite que los azúcares de la uva se concentren. Cuando más tiempo se deje secar las uvas, mayor será el nivel de azúcar residual final en el vino. Según el estilo de vino deseado, las uvas pueden prensarse y empezar el proceso de fermentación tras unas pocas semanas, o hasta finales de marzo. Los productores pueden emplear un cultivo iniciador de levadura conocido como «madre» que incluye una pequeña cantidad de vin santo producido en años anteriores. Se cree que este vino viejo puede ayudar a iniciar el proceso de fermentación y también añadir complejidad al vino.
Tras la fermentación el vino se envejecimiento en pequeñas barricas de roble. En muchas denominaciones se exige que el vino envejezca al menos 3 años, aunque no es raro que los productores envejezcan sus vinos de 5 a 10 años. Tradicionalmente las barricas se hacían de castaño en lugar de roble, lo que añadía grandes cantidades de taninos de madera y, al ser una madera muy porosa, producía una evaporación excesiva. Bajo este mismo estilo tradicional de producción, aparece un gran ouillage o espacio vacío en la barrica, sucediendo la oxidación. Esto da al vino su característico color ámbar, y también notas de sabor y rasgos que pueden ser considerados fallos. Hacia finales del siglo XX, una cantidad significativa de productores pasó a emplear barricas de roble manteniendo la tradición de no llenarlas del todo para que se produzca el ouillage. Esta angel's share (‘porción del ángel’) sigue produciendo el mismo nivel de oxidación, aunque no tan severo como el del estilo histórico. La técnica moderna de producción también exige un mayor control de temperatura, manteniendo el vino en lugares con una temperatura constante que le otorgue sabores más frescos y menos fallos.
Algunos productores siguen usando barricas de otras maderas diferentes al roble, como castaño, enebro y cerezo, e incluso mezclan lotes de vin santo envejecidos en barricas de maderas diferentes. Esto tiene el potencial de dar a los vinos más capas de complejidad, de forma muy parecida a como los productores de aceto de Emilia-Romaña usan distintos tipos de madera para darle complejidad a sus vinagres. En caso de sus vinos se oxiden excesivamente o no maduren de la forma esperada, algunos productores de vin santo pueden convertirlo intencionadamente en un vinagre muy codiciado en el mercado culinario.

## Estilos

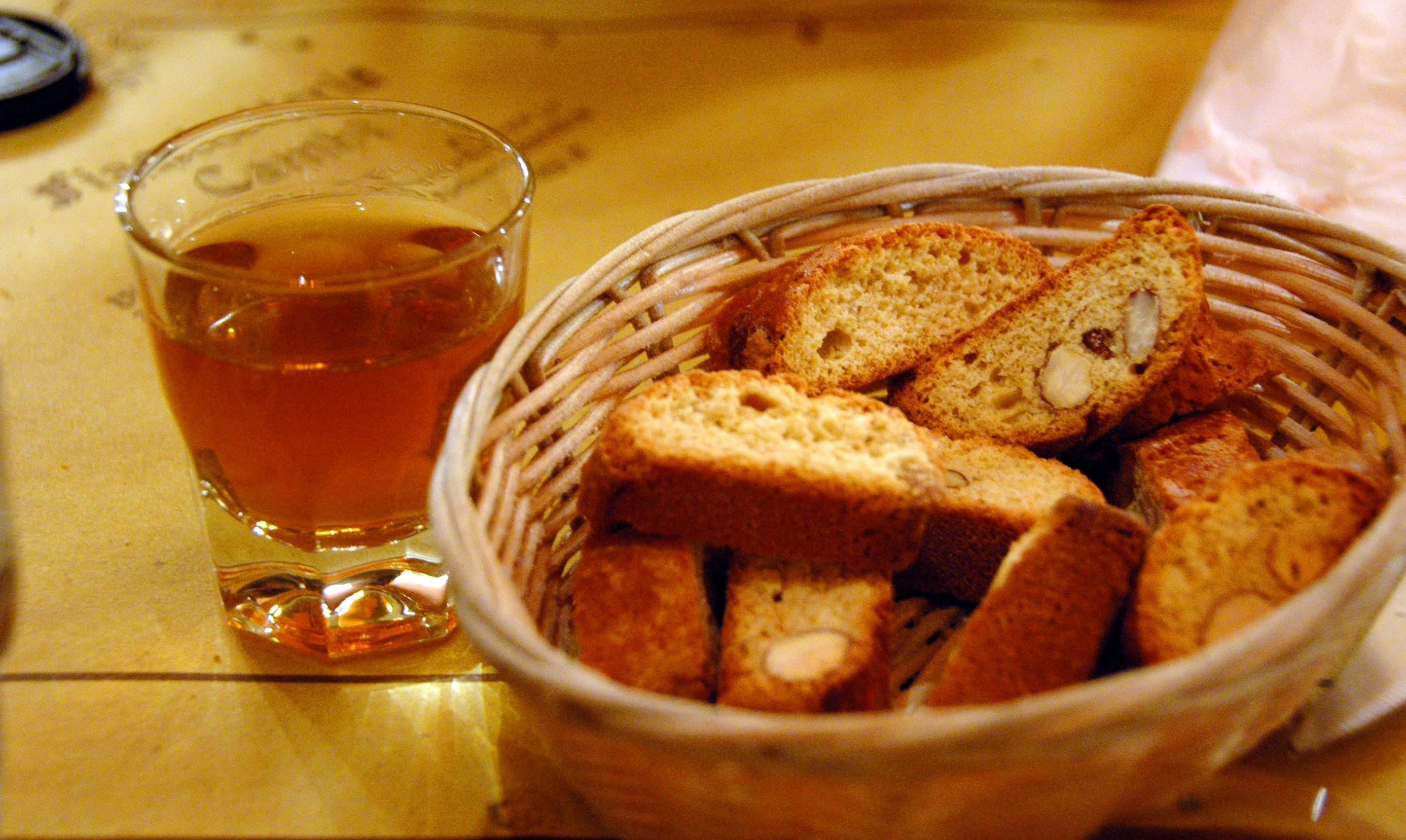
El maridaje tradicional para el vin santo son los biscotti, que pueden mojarse en él.

El estilo, color, dulzor y calidad del vin santo puede cambiar ampliamente dependiendo de las variedades de uvas y métodos de producción usados en su elaboración. Mientras las uvas blancas, como la Trebbiano y la Malvasía en la Toscana, son las más ampliamente usadas, las variedades tintas (como la Sangiovese) pueden emplearse para producir una variante rosada. Cuando se usan uvas tintas, el vino se etiqueta a menudo como Occhio di Pernice (‘ojo de perdiz’), que tiene su propia DO en varias regiones italianas. Los vinos pueden elaborarse con cualquier nivel de dulzor, desde completamente seco, casi un fino de Jerez, a extremadamente dulce, al nivel de los vinos con podredumbre noble de Francia y Alemania. Algunas variedades pueden incluso fortificarse con licor de uva, como el oporto, añadido durante la fermentación. Estas variantes fortificadas suelen etiquetarse como Vin Santo Liquoroso.
El color del vin santo puede variar desde ámbar pálido a oscuro e incluso naranja neón. El sabor típico del vin santo incluye a menudo notas a nuez o pasas, con matices de miel y crema. En Italia es tradicional servir el vino como digestivo al final de la comida, tras el expreso. A menudo se acompaña con biscotti, que pueden mojarse en él.

## Denominaciones
Durante la mayor parte del siglo XX, el vin santo se vendió principalmente como vino de mesa (vino da tavola) básico debido a las dificultades de las autoridades italianas para clasificar los muchos estilos diferentes de vino. Actualmente la mayoría de las regiones productoras importantes italianas tienen su propia DOC para el vin santo producido en ellas. Aunque el estilo está tradicionalmente asociado con la Toscana, en el mercado internacional pueden encontrarse ejemplos producidos en toda Italia. En la región de Trentino, un vino de paja seco hecho con uva Nosiola se etiqueta popularmente como Vino Santo. Una diferencia perceptible entre las variedades de Trentino y la Toscana es que las primeras suelen estar menos oxidadas debido a que regularmente se rellenan para evitar un ouillage grande.
Fuera de Italia, la isla griega de Santorini produce un vino de postre dulce también conocido como Vin Santo, y elaborado de forma parecida a las variedades italianas.

### Denominaciones de la Toscana
A continuación se detalla una lista parcial de las denominaciones (DOC) toscanas que tienen permitido producir vin santo:
- Bianco dell'Empolese DOC, ubicada cerca de la ciudad de Empoli, a lo largo del río Arno. El vino debe tener un contenido mínimo de alcohol del 11% y estar compuesto al menos por un 80% de Trebbiano, con el resto de otras variedades locales de uva blanca. Debe envejecer el menos 3 años antes de comercializarse.[7]
- Bianco Pisano di San Torpe DOC, ubicada en los valles de la provincia de Pisa. El vino debe contener al menos un 16% de alcohol y al menos un 75% de Trebbiano, permitiéndose para el resto otras variedades locales tintas y blancas. Debe envejecer en barricas al menos 4 años antes de comercializarse.[7]
- Bianco della Valdinievole DOC, ubicada cerca de las poblaciones de Montecatini y Pescia. El vino debe contener al menos un 17% de alcohol y un mínimo del 70% de Trebbiano. La Malvasía, Canaiolo Bianco y Vermentino pueden formar hasta un 25%, permitiéndose otras variedades blancas locales para completar el 5% restante. Debe envejecer al menos 3 años en barrica de madera antes de comercializarse.[7]
- Cortona DOC, ubicada en los alrededores de Cortona, cerca de la frontera con Umbría. Se permiten tanto el Vin Santo normal como el Occhio di Pernice. Los vinos deben tener al menos un 11% de alcohol, componiéndose el Vin Santo de al menos un 85% de Sangiovese con otras variedades locales completando el 15% restante. Debe envejecer al menos 3 años antes de comercializarse, permitiéndose la denominación Riserva (‘reserva’) para los que envejezcan al menos 4. El Occhio di Pernice debe estar compuesto por al menos un 80% de mezcla de Sangiovese y Malvasía, permitiéndose otras variedades locales para el 20% restante. Los requisitos de envejecimiento de los vinos de Cortona son de los más largos para cualquier tipo de vin santo, necesitando al menos 8 años antes de poder lanzarse al mercado.[7]
- Monteregio di Massa Marittima DOC, ubicada en las regiones del noroeste, una de las zonas de la Toscana más famosas internacionalmente de vin santo. Varios tipos de vin santo se permiten aquí, incluyendo Occhio di Pernice y Amabile, con un contenido de alcohol mínimo del 11%. Las variedades normal y Amabile Vin Santo deben estar compuestas por al menos un 70% de Trebbiano y Malvasia Bianco, permitiéndose otras variedades blancas locales para el 30% restante. El vino deben envejecer al menos 3 años antes de comercializarse, permitiéndose la etiqueta Riserva para los que envejecen al menos 4. Para el Occhio di Pernice debe usarse un 50–70% de Sangiovese, un 10–50% de Malvasia Nera y no más del 30% de otras variedades tintas locales, prohibiéndose todas las uvas blancas. Debe envejecer al menos 3 años antes de comercializarse.[7]
- Montescudaio DOC, en los alrededores de Volterra. Los vinos deben tener al menos un 17% de alcohol y un 70–85% de Trebbiano, un 15–30% de mezcla de Malvasía y Vermentino, con un máximo del 10% de otras variedades blancas locales.[7]
- Pomino DOC, alrededor de la comuna de Rufina. Se producen variedades tintas y blancas de vin santo, con niveles de dulzor Secco (seco), Amabile (ligeramente dulce) y Dolce (muy dulces) y contenido mínimo de alcohol del 15,5%. Los blancos se hacen con un 60–80% de mezcla de Chardonnay y Pinot Blanc, hasta un 30% de Trebbiano y hasta un 15% de otras variedades locales de uva blanca. Los tintos pueden estar compuestos por un 60–75% de Sangiovese, 15–25% de mezcla de Canaiolo, Cabernet Sauvignon y Cabernet Franc, 10–25% de Merlot y hasta un 15% de otras variedades tintas locales. Todos los estilos de vin santo, tanto tintos como blancos, deben envejecer al menos 3 años en barrica de madera antes de su comercialización.[7]
- San Gimignano DOC, cuya frontera se solapa con la del Vernaccia di San Gimignano. Se permite la producción de vin santo normal y de Occhio di Pernice, con un contenido alcohólico mínimo del 11,5%. El vin santo normal debe estar compuesto por al menos un 50% de Malvasía, 30% de Trebbiano, hasta un 20% de Vernaccia y hasta el 10% de otras variedades locales. El Occhio di Pernice debe estar compuesto por al menos un 70% de Sangiovese, permitiéndose otras variedades tintas locales para el 30% restante. Ambos estilos deben envejecer al menos 3 años antes de comercializarse.[7]
- Sant'Ántimo DOC, cuya frontera se solapa con la del Brunello di Montalcino. Se permite el vin santo blanco y también el Occhio di Pernice, con un contenido alcohólico de al menos el 11,5%. Para los blancos, la mezcla de Trebbiano y Malvasia Bianco debe suponer al menos el 70% del total, permitiéndose para el resto otras variedades locales. El Occhio di Pernice se hace con un 50–70% de Sangiovese, 30–50% de Malvasia Nera y hasta el 20% de otras variedades tintas locales. Ambos estilos deben envejecer al menos 3 años, pudiendo llevar los envejecidos al menos 4 la etiqueta de Riserva.[7]
- Val d'Arbia DOC, que incluye parte de la región de Chianti que se extiende en la provincia de Siena. El vino debe tener un contenido mínimo del 17% de alcohol y envejecer al menos 3 años en madera. Se compone del 75–85% de Trebbiano, 15–25% de Malvasía y hasta el 15% de otras variedades blancas locales.[7]
- Vin Santo di Montepulciano DOC, cuyas fronteras, como en el Sant'Ántimo DOC, se solapan con las del Brunello di Montalcino pero tiene diferentes requisitos de producción. El vin santo blanco debe estar compuesto por una mezcla de al menos el 70% de Grechetto, Trebbiano y Malvasía, permitiéndose otras variedades locales de uva blanca para el 30% restante. El vino se envejece entonces por un mínimo de 3 años, pudiendo llevar los que envejecen al menos 4 la etiqueta de Riserva. El Occhio di Pernice se compone de al menos un 50% de Sangiovese, permitiéndose para el resto otras variedades locales. El vino se envejece al menos 8 años antes de comercializarse.[8]

### Denominaciones de Chianti

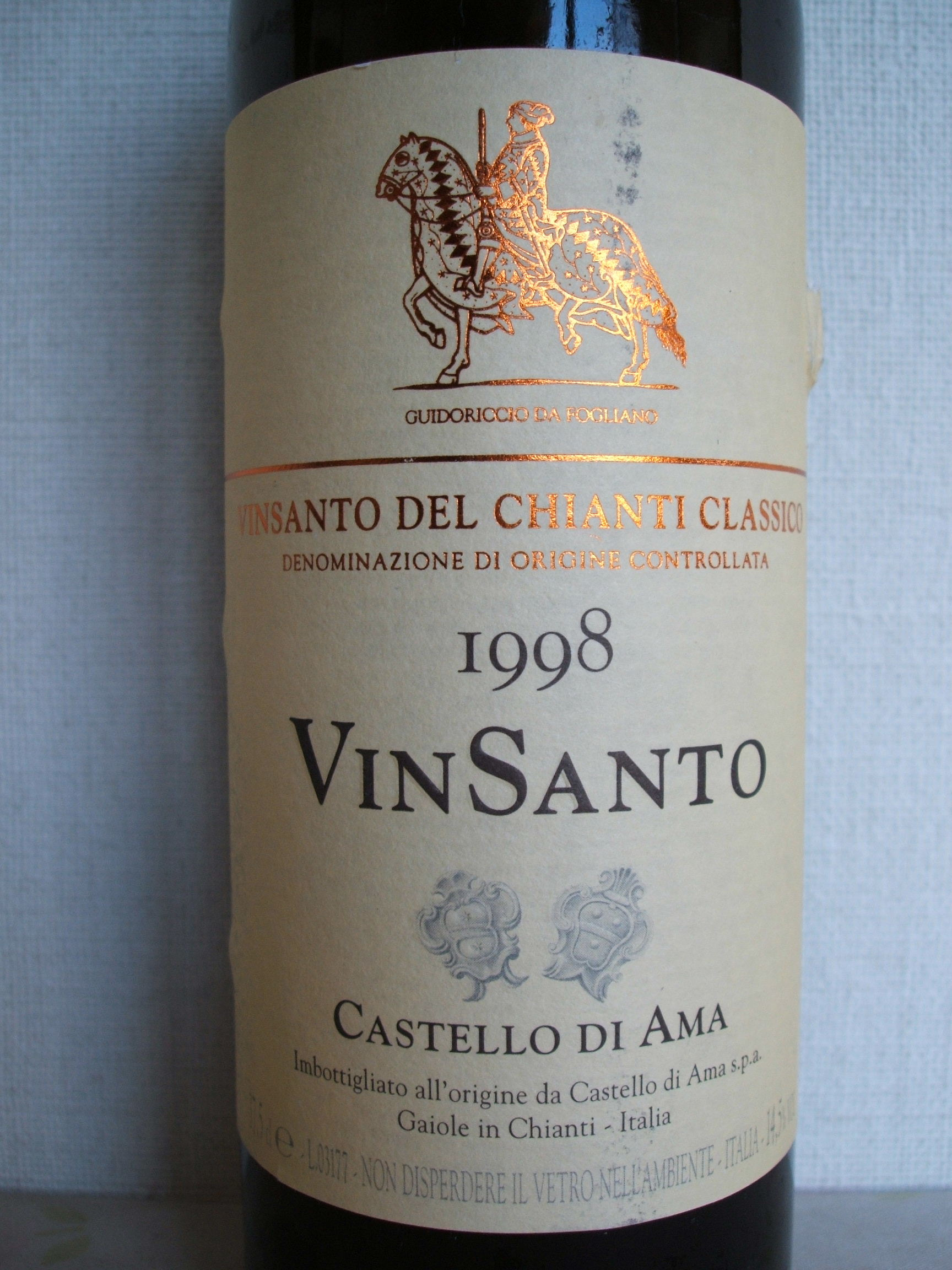
Una botella de vin santo de Chianti.

Hay dos denominaciones principales que cubren la producción de vin santo en la zona de Chianti:
- Vin Santo del Chianti DOC, que se solapa con toda la zona completa de Chianti e incluye casi todos los estilos y niveles de dulzor de vin santo producidos en la Toscana. La mayoría del vin santo vendido en el mercado internacional se produce bajo esta denominación. Como con el tinto Chianti, varias localidades tienen permitido añadir sus nombres a la etiqueta como subzonas: Rufina, Montalbano, Colli-Fiorentini, Colline-Pisani, Colli-Aretini, Colli-Senesi y Montespertoli. El vin santo blanco debe tener al menos un 16% de alcohol y estar compuesto por al menos un 70% de mezcla de Trebbiano y Malvasía, permitiéndose el uso de otras variedades locales de uva blanca en el 30% restante. El Occhio di Pernice debe tener un mínimo del 17% de alcohol y estar compuesto por un 50–100% de Sangiovese, admitiendo hasta un 50% de otras variedades locales blancas o tintas. Los vinos se envejecen un mínimo de 3 años antes de poder comercializarse, y a partir de 4 pueden etiquetarse como Riserva.[7]
- Colli dell'Etruria Centrale DOC, ubicada dentro de los límites geográfico de la zona de Chianti, es una denominación «paraguas» para otros tipos que de otra forma habrían de venderse como vino de mesa. Hay tres estilos diferentes de vin santo que pueden producirse bajo la denominación Colli dell'Etruria Centrale DOC: Occhio di Pernice, Abboccato y Amabile (también llamado Secco). El primero, Occhio di Pernice, es un rosado pálido hecho con al menos un 50% de Sangiovese, permitiéndose una mezcla de variedades tintas y blancas para el otro 50%. El vino debe tener un mínimo del 10,5% de alcohol y envejecer al menos 3 años antes de comercializarse. Los Amabile y Abboccato se refieren al nivel de dulzor, siendo el Abbocato ligeramente dulce (casi seco) y el Amabile más dulce pero no tanto como para considerarse Dolce. Estos vinos deben tener al menos un 15% de alcohol y envejecer un mínimo de 3 años, pudiendo etiquetarse como Riserva a partir de 4. Tanto el Amabile como el Abboccato deben estar compuestos por al menos un 70% de mezcla de Trebbiano y Malvasía, permitiéndose otras variedades locales para el 30% restante.[7]

### Otras denominaciones

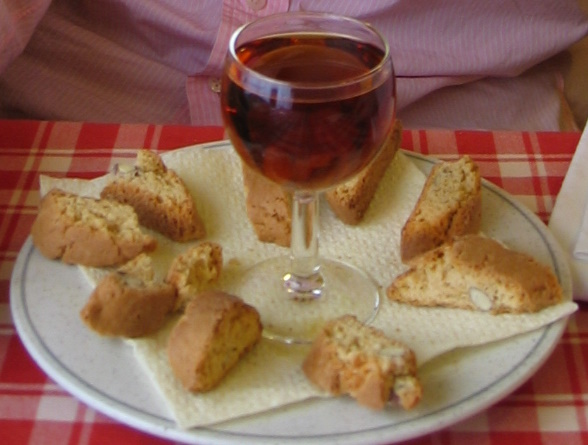
El vin santo se sirve a menudo como digestivo después del expreso.

- Offida DOC, en Las Marcas, región que incluye 19 comunas pero solo 2 pueden producir vin santo. El vino debe tener al menos un 12% de alcohol y envejecer al menos 3 años y medio antes de comercializarse. Debe estar compuesto por un mínimo del 85% de Passerina, procediendo el 15% restante de variedades locales de uva blanca.[7]
- Trentino DOC, en Trentino-Alto Adigio, una amplia denominación que cubre la región de Trentino completa. El vin santo de esta zona es único en el sentido de que debe producirse con un 100% de Nosiola, una uva oscura local apenas producida en otras partes. Debe tener un contenido mínimo del 16% de alcohol y envejecerse al menos durante 3 años.[7]